# Філіпп Жанноль
Філіпп Жанноль (фр. Philippe Jeannol, нар. 6 серпня 1958, Нансі) — французький футболіст, що грав на позиції захисника за клуби «Нансі» та «Парі Сен-Жермен», а також за національну збірну Франції.
У складі збірної — олімпійський чемпіон.

## Клубна кар'єра
У дорослому футболі дебютував 1975 року виступами за команду «Нансі», в якій провів дев'ять сезонів, взявши участь у 230 матчах чемпіонату. Більшість часу, проведеного у складі «Нансі», був основним гравцем захисту команди.
Своєю грою за цю команду привернув увагу представників тренерського штабу клубу «Парі Сен-Жермен», до складу якого приєднався 1984 року. Відіграв за паризьку команду наступні сім сезонів своєї ігрової кар'єри. Граючи у складі «Парі Сен-Жермен», також здебільшого виходив на поле в основному складі команди.
Завершував ігрову кар'єру в нижчоліговому «Сюрі», за який виступав протягом 1991—1992 років.

## Виступи за збірні
1977 року дебютував у складі юнацької збірної Франції (U-20).
1984 року захищав кольори олімпійської збірної Франції. У складі цієї команди провів одну гру й був учасником футбольного турніру на Олімпійських іграх 1984 року у Лос-Анджелесі, де французи здобули олімпійське «золото».
1986 року взяв участь в одному офіційному матчі у складі національної збірної Франції.

## Титули і досягнення
- Чемпіон Франції (1):

«Парі Сен-Жермен»: 1985–1986
- Володар Кубка Франції (1):

«Нансі»: 1977–1978
- Олімпійський чемпіон (1):

Франція: 1984